# Karl Binding
Karl Ludwig Lorenz Binding (Francoforte sul Meno, 4 giugno 1841 – Friburgo in Brisgovia, 7 aprile 1920) è stato un giurista tedesco promotore della teoria della «giustizia del contrappasso». Egli fu inoltre  coautore, insieme allo psichiatra Alfred Hoche, di Die Freigabe der Vernichtung lebensunwerten Lebens («Liberalizzazione dell'annientamento delle vite indegne di essere vissute») le cui tesi vennero riprese ed utilizzate dal regime nazionalsocialista per giustificare l'Aktion T4: l'«eutanasia» coatta dei disabili tedeschi, accusati di essere un «peso per lo Stato».

## Biografia
Binding era il terzo figlio di Georg Christoph Binding e Dorothea Binding.
Nel 1860 si trasferì a Gottinga dove studiò storia e  giurisprudenza. 
Dopo un breve periodo a Heidelberg, dove aveva vinto un premio, ritornò a Gottinga per finire gli studi. Nel 1864 terminò la sua tesi scritta in latino sul Diritto penale romano e conferì sul diritto penale all'Università di Heidelberg.
Due anni dopo fu nominato professore di legge e diritto penale e procedura alla cattedra di Basilea in Svizzera. Si sposò con Marie Luise Wirsing e pubblicò Geschichte des Burgundisch-Romanisches Königreich e Entwurf eines Strafgesetzbuches für das Norddeutsche Bund.  Nello stesso periodo conobbe l'archeologo Johann Jacob Bernoulli, lo storico d'arte Jakob Burckhardt e il filosofo Friedrich Nietzsche. Nell'agosto del 1867 nacque il suo primo figlio Rudolf Georg, seguito due anni dopo dal secondogenito. Rudolf G. Binding diventò un famoso scrittore. Karl Binding e sua moglie avrebbero ancora avuto un maschio e due femmine.
Nel 1869 la famiglia si trasferì a Friburgo e Binding partì volontario nella guerra Franco-Prussiana. Nonostante la mancanza di addestramento militare che lo rese incapace di combattere come soldato, Binding venne accettato come aiutante sanitario ed inviato al fronte dove servì in un ospedale da campo. Nel 1872 ottenne una cattedra presso l'università di Strasburgo che però abbandonò nel corso dello stesso anno per spostarsi a ricoprire il ruolo presso l'Università di Lipsia dove continuò ad insegnare per 40 anni. Nel 1879 Binding iniziò parallelamente a lavorare presso la corte distrettuale di Lipsia rimanendovi fino al 1900. Dopo essere divenuto rettore dell'Università di Lipsia ed essersi ritirato egli si trasferì, insieme alla moglie, a Friburgo dove ella morì pochi giorni dopo, all'età di 71 anni. Nel 1918, durante la prima guerra mondiale, Binding abbandonò la Germania per tenere una serie di conferenze ai soldati tedeschi che si trovavano in Macedonia ed agli intellettuali bulgari a Sofia.

## Die Freigabe der Vernichtung Lebensunwerten Lebens
Il libro è suddiviso in due parti la prima delle quali scritta dal giurista Binding e la seconda dallo psichiatra Hoche. Binding discuteva sui riflessi che il concetto legale di suicidio avrebbe avuto rispetto all'«eutanasia» e proponeva una serie di tesi a supporto della legalità a somministrare una «morte pietosa» a disabili e malati terminali. Hoche, nella seconda parte del libro, riprendeva le idee di Binding, approfondiva l'aspetto scientifico e trattava le relazioni tra il medico ed i pazienti disabili o gravemente ammalati trovando una serie di giustificazioni sociali all'uccisione degli stessi.

### Interpretazione della legge tedesca
Binding, esaminando la legge tedesca dell'epoca (la Germania degli anni venti), diede due possibili interpretazioni della stessa. In entrambe le sue opinioni egli non vedeva alcuna illegalità nel suicidio mentre era dubbioso, pur essendone apertamente a favore, sulle implicazioni legali della pratica eutanasica.
Secondo la prima interpretazione il suicidio o il tentato suicidio non erano illegali e così avrebbero dovuto essere recepiti dalla legge. Questo significava che nessuno aveva il diritto di fermare una persona che voleva porre termine alla sua esistenza e che questi aveva il diritto di difendersi da coloro che volevano impedirglielo. Partendo da queste basi Binding presupponeva che il diritto al suicidio fosse trasferibile ad un'altra persona: essa avrebbe avuto il diritto di causare la morte di un altro essere umano se questo fosse stato il desiderio di quest'ultimo. In questo caso chiunque avesse ucciso una persona gravemente ammalata avrebbe agito nella legalità. 
La seconda possibile interpretazione che Binding proponeva era che il suicidio non fosse né legale né illegale visto che le leggi tedesche che trattavano della morte si riferivano esclusivamente all'uccisione di un'altra persona e non al suicidio. In questo caso il suicidio sarebbe stato perfettamente legale (in quanto non esplicitamente vietato) ma l'«eutanasia», che implicava l'uccisione, anche se praticata attraverso il consenso, era illegale e avrebbe dovuto essere perseguita come omicidio. A supporto dell'ipotesi della non perseguibilità del suicidio Binding notava come raramente i tentati suicidi venissero trattati dai tribunali tedeschi dell'epoca. Egli esprimeva inoltre l'opinione che, nel caso di cause contro l'«eutanasia» operata da terzi, il tribunale avrebbe dovuto tener conto nella sentenza del fatto che l'«uccisione» fosse praticata su persone sane oppure malati terminali.

### Definizione di «eutanasia» data da Binding
Binding definiva l'«eutanasia» come la pratica che portava una persona, normalmente un medico, a fornire ad un malato terminale, con l'intento di ridurne il dolore, un farmaco che in maniera immediata o graduale la conducesse alla morte senza sofferenza.
Nel caso l'«eutanasia» fosse stata legale la medicina avrebbe dovuto permettere ad una persona di morire senza sofferenza facendola però sopraggiungere nello stesso lasso di tempo nella quale sarebbe comunque morta - Binding era infatti sfavorevole ad un'abbreviazione della vita troppo radicale. In questa maniera un dottore avrebbe semplicemente cambiato la causa di morte, da quella dolorosa e naturale, a quella «dolce» ed artificiale. 
Binding affermava che l'uccisione di pazienti terminali non andava interpretata come un'eccezione della legge contro l'omicidio ma come un legittimo atto nell'interesse del paziente stesso. Esso poneva termine alle terribili sofferenze dovute alla malattia e non doveva essere interpretato come uccisione ma come riduzione della sofferenza. Binding non pensava fosse necessario, ai fini della pratica eutanasica, ottenere il permesso dell'interessato ma che se esso fosse stato capace di esprimersi ed avesse espresso la volontà di vivere questo desiderio avrebbe dovuto essere rispettato.

### Chi doveva essere ucciso?
Binding suddivise il gruppo di persone che a suo parere avrebbero dovuto essere sottoposte alle pratiche di «morte pietosa» in tre categorie delle quali «due più grandi ed una intermedia».
- Persone mortalmente ferite o malati terminali in possesso delle loro facoltà intellettive che avessero espresso in qualche modo la volontà di morire.
Non era importante che la persona soffrisse ma solamente che non si potesse curare in alcun modo nelle specifiche condizioni nelle quali si trovava; era irrilevante se la persona avrebbe potuto salvarsi in un'altra situazione (più favorevole). Quest'ultima ipotesi di Binding rifletteva le esperienze che si erano verificate sui campi di battaglia del primo conflitto mondiale ove la carenza di personale sanitario e le disperate condizioni generali non permettevano di salvare soldati che in altri casi sarebbero potute sopravvivere.

- Persone «mentalmente idiote» inguaribili
Binding descriveva questi soggetti come incapaci di scegliere di vivere o morire; essi stavano «vivendo esistenze inutili ed erano un peso per la società e per le loro famiglie». Binding credeva fosse ingiusto prendersi cura e far quindi sopravvivere queste «esistenze indegne di vita».

- Persone che, pur essendo «mentalmente sani», avessero contratto una malattia o una grave ferita e si trovassero in una condizione di coma tale che, se si fossero ripresi, si «sarebbero risvegliati in una condizione di innominabile sofferenza».
Binding teorizzava che «la loro uccisione non avrebbe dovuto esser interpretata come assassinio ma come salvezza da una fine terribile». Pragmaticamente egli non proponeva direttive generali per l'uccisione di questo gruppo ed accettava che molte delle morti eventualmente causate sarebbero state interpretate dalla legge come omicidi volontari. Per questo Binding proponeva una modifica legislativa che coincidesse con le proprie convinzioni di rendere tali uccisioni giustificabili.

### Chi doveva decidere le uccisioni?
Binding proponeva una commissione che decidesse l'«eutanasia» del paziente singolarmente per ogni caso.